# Markus Dieth

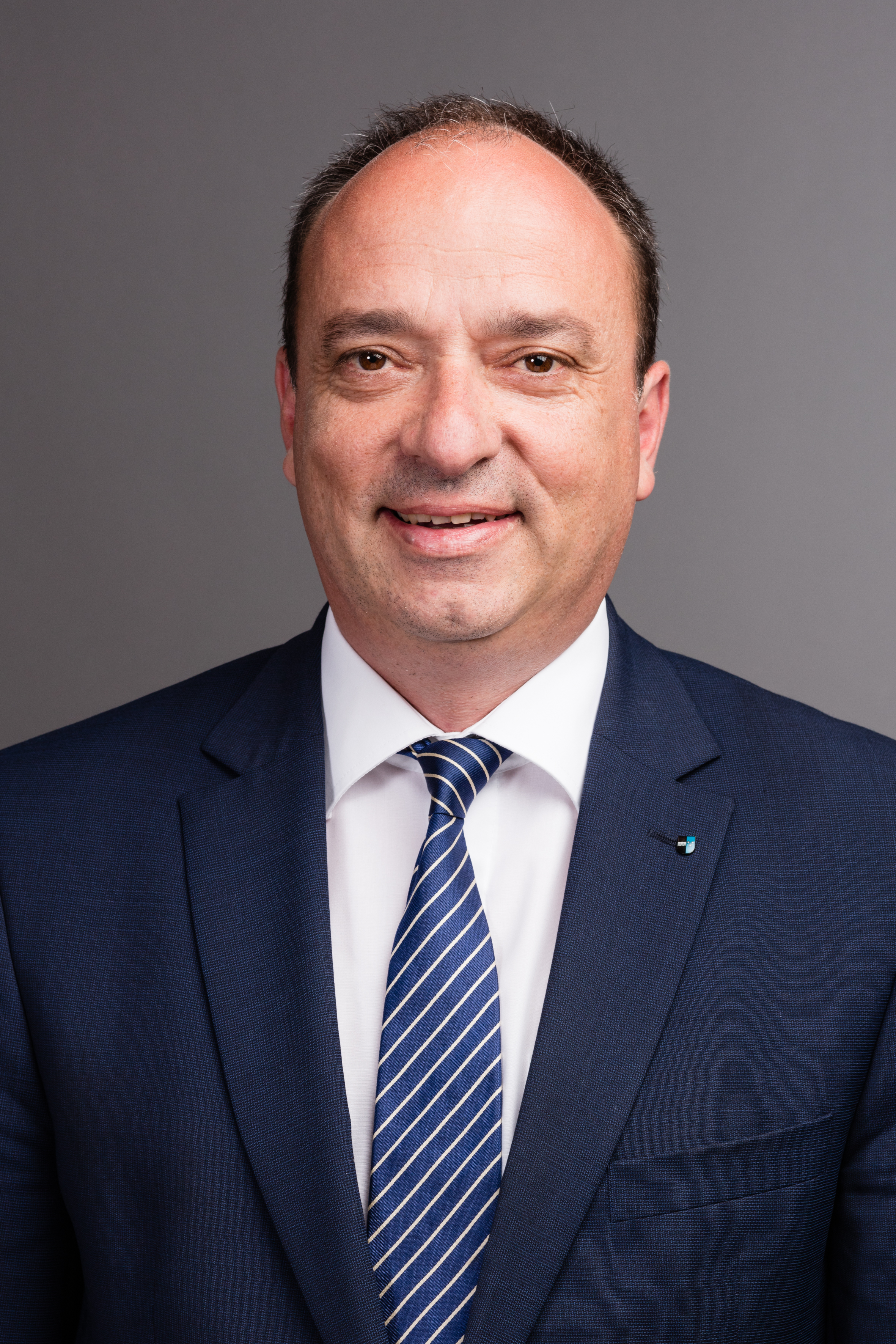
Markus Dieth (2008)

Markus Dieth (* 16. Mai 1967) ist ein Schweizer Politiker (Die Mitte, vormals CVP) und Regierungsrat des Kantons Aargau.

## Leben und Wirken

### Ausbildung und Beruf
Markus Dieth besuchte das Gymnasium in Davos und schloss es mit der Matura Typ B ab. Danach studierte er Rechtswissenschaften an der Universität Zürich und promovierte zum Doktor der Rechtswissenschaften. Zwischen 1988 und 1992 arbeitete er bei der Flughafenpolizei Zürich, von 1994 bis 1999 war er Gerichtsschreiber am Bezirksgericht Zurzach und arbeitete bei Conrad + Höchli, einer Anwaltskanzlei in Baden. Seit 1996 besitzt Dieth das Anwaltspatent des Kantons Aargau und arbeitete von 1999 bis zu seinem Amtsantritt als Gemeindeammann von Wettingen als Rechtsanwalt in Baden.

### Politische Laufbahn
Dieth war von 1998 bis 2001 Präsident der CVP Wettingen und von 2001 bis 2005 Mitglied des Einwohnerrats (Legislative). 2006 wurde er in den Gemeinderat (Exekutive) von Wettingen gewählt, wo er von 2008 bis 2016 das Amt des Gemeindeammanns ausübte. Im März 2009 wurde er in den Grossen Rat des Kantons Aargau gewählt und am 2. Dezember 2014 zum Grossratspräsidenten 2015. Bei den kantonalen Wahlen am 23. Oktober 2016 wurde Dieth im ersten Wahlgang als Nachfolger von Roland Brogli in den Regierungsrat gewählt. Sein Amt trat er am 1. Januar 2017 an. Am 20. Oktober 2024 wurde er im ersten Wahlgang bestätigt.
Dieth präsidiert ab 1. Januar 2023 die Konferenz der Kantonsregierungen (KdK).

### Privates
Markus Dieth ist verheiratet und hat zwei erwachsene Töchter. Er wohnt in Wettingen.